# Кампече (град)
Вижте пояснителната страница за други значения на Кампече.
Кампече (на испански: Campeche) е столицата на едноименния мексикански щат Кампече разположена на брега на Мексиканския залив. Град Кампече е с население от 211 671 жители (2005 г.). Градът е основан през 1540 г. от испански конкистадори под името Сан Франсиско де Кампече на мястото на град на маите наречен Канпеч или Кимпеч. Кампече е част от Световното културно и природно наследство на ЮНЕСКО.